# Exponart
exponaRt ist eine im Jahr 2002 gegründete aus dem Erzgebirge stammende Künstlergruppe, die aus zehn Holzbildhauern und Holzgestaltern mit unterschiedlichen Stilen und Arbeitsweisen besteht.

## Geschichte
Die Gruppe wurde 2002 mit dem Ziel gegründet, den Austausch der Künstler untereinander zu fördern. Der Name der Gruppe ist ein Kofferwort aus Exposition und Art (englisch für Kunst). – Die Künstler der Gruppe exponaRt führen gemeinsam Symposien und Ausstellungen durch und bearbeiten Aufträge. Die Gruppe präsentierte seit 2004 ihre Jahresausstellung im Daetz-Centrum im sächsischen Lichtenstein. Die Gruppe exponaRt stellte daneben auch in Galerien in Aue, Schneeberg und Zwickau ihre Werke aus. Inzwischen gibt es nur die Verkaufsausstellung in Frohnau bei Annaberg-Buchholz. Als gemeinsames Merkmal werden oft hervorragende traditionelle Schnitzereien mit moderner Kunst kombiniert. Der Gestaltungsspielraum der Gruppenmitgieder umfasst realistische, stilistische bis abstrakte Werke.
Mehrere Kunstwerke des Lichtensteiner Skulpturenpfades wurden durch Mitglieder der Künstlergruppe exponaRt geschaffen. Für die Stadt Oelsnitz/Erzgeb. führte die Künstlergruppe in den Jahren 2014 und 2015 zwei mehrtägige Holzbildhauersymposien durch. Hierbei wurden auf dem Landesgartenschaugelände unter Beobachtung vieler interessierter Besucher Skulpturen in Form von „sitzbaren“ Musikinstrumenten und Pflanzenmotive geschaffen. Diese bleiben dauerhaft im Gelände des Bürger- und Familienparkes in Oelsnitz erlebbar.

## Mitglieder
Mitglieder der Gruppe sind:
| - Peter Paul Brockhage (Holzbildhauermeister) - Peter Eberlein (Holzgestalter) - Detlef Jehn (Holzbildhauer) - Jesko Lange (Holzbildhauermeister) - Tobias Michael (Holzgestalter) | - Hartmut Rademann (Holzbildhauer) - Tilmann Röhner (Holzgestalter, Malermeister) - Friedhelm Schelter (Holzbildhauermeister) - Robby Schubert (Holzbildhauer) - Ronny Tschierske (Holzbildhauer) |  |